# Exolontha similis
Exolontha similis är en skalbaggsart som beskrevs av Zhang 1965. Exolontha similis ingår i släktet Exolontha och familjen Melolonthidae. Inga underarter finns listade i Catalogue of Life.